# Drjanovo
Drjanovo (in bulgaro Дряново?) è un comune bulgaro situato nel distretto di Gabrovo di 11 179 abitanti (dati 2009).

## Località
Il comune è formato dall'insieme delle seguenti località:
- Drjanovo (sede comunale)
- Balaleja
- Balvancite
- Banari
- Bilkini
- Bučukovci
- Careva livada
- Čukovo
- Denčevci
- Dlăgnja
- Dobrenite
- Dolni Vărpišta
- Dolni Dragojča
- Doča
- Durča
- Džurovci
- Elencite
- Gărnja
- Gančovec
- Genja
- Geša
- Gluška
- Gozdejka
- Golemi Bălgareni
- Gorni Dragojča
- Gorni Vărpišta
- Gostilica
- Ignatovci
- Iskra
- Jantra
- Kalomen
- Karaivanca
- Kărtipănja
- Katrandžii
- Kereka
- Kosarka
- Kosilka
- Krănča
- Kuklja
- Kumanite
- Malki Bălgareni
- Manoja
- Mucja
- Nejčovci
- Pejna
- Petkovtsi
- Plačka
- Părša
- Radančeto
- Radovci
- Ritja
- Runja
- Rusinovci
- Salasuka
- Sjarovci
- Skalsko
- Slavejkovo
- Sokolovo
- Stanča
- Suholoevci
- Šušnja
- Turkinča
- Zaja